# Катастрофы гражданской авиации России с 1991 года
Авиакатастрофы гражданской авиации постсоветской России — сгруппированный по годам перечень катастроф гражданской авиации на территории России или российских самолётов и вертолётов с 1991 года. К гражданской авиации относятся коммерческие воздушные перевозки, авиационные работы и авиация общего назначения.

## Причины авиакатастроф в современной России
Причина любой авиакатастрофы — это зачастую сочетание сразу несколько неблагоприятных факторов. Главной причиной авиакатастроф в России является человеческий фактор, подготовка экипажа и наземного персонала. Гораздо реже происходят авиакатастрофы по вине погоды или техники. По данным Aviation Safety Network, с 1992 по 2021 год на территории России произошли 124 крупных авиакатастрофы. Больше всего в 1994 году — 11, меньше всего в 2015 — ни одной.

## Список
В список включены все катастрофы коммерческой авиации на территории России и катастрофы российских авиакомпаний за рубежом. Для избежание переизбытка информации, в списке присутствуют только крупные авиакатастрофы частной авиации и авиации общего назначения, при которых погибли 5 и более человек.

### 1990-е
| Дата             | Воздушное судно | Принадлежность                                 | Место катастрофы                               | Погибли        | Выжили                          | Причина                                                            | Описание |
| ---------------- | --------------- | ---------------------------------------------- | ---------------------------------------------- | -------------- | ------------------------------- | ------------------------------------------------------------------ | --- |
| 22 марта 1992    | Ан-30           | УГАЦ, Мячковский ОАО                           | около Нижнеянска в 55 км от Якутска            | 10             | 0                               | Ошибка экипажа, конструктивные недостатки ВС                       | Разбился предположительно из-за несогласованных действий экипажа, усугублённых конструктивными недостатками самолёта Ан-30. |
| 5 апреля 1992    | Ми-2            | Ржевка                                         | Санкт-Петербург                                | 6              | 0                               | Ошибки экипажа                                                     | Упал в Финский залив при полёте на малой высоте в тумане. |
| 22 июня 1992     | Ан-12           | Красноярскавиа                                 | Норильск                                       | 10             | 2                               | Ошибки экипажа                                                     | Разбился при заходе на посадку. |
| 25 июня 1992     | Ми-2            | Новгородское авиапредприятия                   | возле д. Юрьево Новгородской области           | 3              | 0                               | Человеческий фактор                                                | Катастрофа произошла по причине разрушения конструкции при столкновении с землёй, вследствие усложнения в пилотировании воздушного судна при попытке пассажира покинуть вертолёт с целью самоубийства. |
| 11 июля 1992     | Ми-8            | Анадырский ОАО                                 | Якутия                                         | 6              | 0                               | Ошибки экипажа, сложные погодные условия                           | Врезался в гору в тумане. |
| 27 августа 1992  | Ту-134          | Аэрофлот                                       | Иваново                                        | 84             | 0                               | Ошибки экипажа                                                     | Разбился при заходе на посадку. |
| 12 сентября 1992 | Ми-8            | Камчатавиа                                     | Камчатка                                       | 10             | 6                               | Ошибки экипажа                                                     | Разбился при взлёте |
| 21 сентября 1992 | Ми-8            | Тиксинская ОАЭ                                 | Якутия                                         | 10             | 0                               | Ошибки экипажа                                                     | При посадке врезался в ЛЭП и разбился. |
| 25 сентября 1992 | Ми-8            | Сибавиа                                        | Чойский район                                  | 7              | 0                               | Разрушение в воздухе                                               | На борту находился министр внутренних дел республики Алтай. Вертолёт разрушился в воздухе в плохую погоду после столкновения лопастей несущего винта с элементами конструкции вертолёта. |
| 19 октября 1992  | Ан-28           | Сыктывкарское авиапредприятие                  | близ села Усть-Нем, Усть-Куломский район, Коми | 15             | 1                               | Отказ двигателя                                                    | Разбился вскоре после взлёта. |
| 30 октября 1992  | Ан-8            | ИЧП Авиа                                       | Чита                                           | 14             | 0                               | Истощение топлива, ошибки экипажа                                  | Выполнял коммерческий рейс. Остановились оба двигателя при заходе на посадку из-за выработки топлива. |
| 11 ноября 1992   | Ан-22           | ВВС России                                     | около Твери                                    | 33             | 0                               | Перегруз самолёта и ошибка экипажа                                 | Выполнял коммерческий рейс по перевозке народно-хозяйственных грузов и пассажиров в Ереван. взлетел с аэродрома, расположенного на авиабазе Мигалово. Спустя четыре минуты был выполнен первый поворот. На высоте 200 метров и при скорости 345 км/ч пилоты начали убирать закрылки. В этот момент самолёт стал терять высоту и, перейдя в пикирование, врезался в землю. |
| 23 апреля 1993   | Ми-8            | Самарская авиакомпания специального применения | Цивильск                                       | 7              | 0                               | Ошибка экипажа, погодные условия                                   | В тумане столкнулся с радиомачтой и разбился. |
| 9 мая 1993       | Як-52           | РОСТО                                          | Нижний Тагил                                   | 2+17 на земле  | Не менее 17 пострадали на земле | Ошибки экипажа                                                     | Упал в толпу во время авиашоу. |
| 15 мая 1993      | Ми-8            | Магадан-авиа                                   | Чукотка                                        | 8              | 14                              | Ошибка экипажа, погодные условия                                   | Разбился во время снегопада. Перевозил членов российско-французской этнографической и экологической экспедиции. |
| 25 августа 1993  | Ми-8            | 2-е Магаданское авиационное предприятие        | Магаданская область                            | 10             | 0                               | Отказ техники                                                      | Разбился после отказа двигателя. |
| 26 августа 1993  | Let L-410       | Саха-Авиа                                      | аэропорт Алдан, Якутия                         | 24             | 0                               | Ошибка экипажа                                                     | Перегруженный самолёт разбился при заходе на посадку. |
| 3 января 1994    | Ту-154          | Байкал                                         | село Мамоны, Иркутская область                 | 124+1 на земле | 0+1 на земле пострадал          | Отказ двигателя                                                    | Через 3,5 минуты после взлёта загорелся двигатель № 2. Пилоты развернули лайнер обратно на Иркутск, но он потерял управление и рухнул на молочную ферму Основная статья: Авиакатастрофа под Иркутском 3 января 1994 |
| 24 февраля 1994  | Ан-12БП         | Пулково                                        | близ Нальчика, Кабардино-Балкария              | 13             | 0                               | Ошибка экипажа                                                     | Перевозил деньги и инкассаторов. Разбился при заходе на посадку. |
| 23 марта 1994    | Airbus A310     | Аэрофлот                                       | под Междуреченском                             | 75             | 0                               | Управление самолётом посторонним, ошибки экипажа                   | Командир корабля, понадеявшись на автопилот, посадил на своё место своего 15-летнего сына, второй пилот находился на своём рабочем месте. В результате приложенных подростком усилий на рулевую колонку автопилот автоматически отключился и самолёт вошёл в перевёрнутый штопор, вначале не замеченный экипажем, вывести из которого самолёт не удалось.                 |
| 22 июня 1994     | Ми-8            | ТАН                                            | Нурлат                                         | 8              | 3                               | Ошибка экипажа                                                     | Задел деревья при заходе на незапланированную посадку на поляну. |
| 31 августа 1994  | HAL Chetak      | Тропос                                         | Красногорск                                    | 6              | 0                               | Отказ техники, ошибка при техническом обслуживании                 | Во время полёта произошло соударение несущего винта с хвостовой балкой, после чего вертолёт разбился. |
| 26 сентября 1994 | Як-40           | Черемшанка                                     | Ванавара, Красноярский Край                    | 28             | 0                               | Истощение топлива, ошибки экипажа                                  | Врезался в деревья при вынужденной посадке. |
| 30 сентября 1994 | Ан-8            | Прогресс                                       | Магаданская область                            | 8              | 12                              | Ошибка экипажа                                                     | При взлёте не смог оторваться от земле, выкатился за пределы ВПП и упал в карьер. Экипаж не предпринимал попытки подъёма переднего колеса, не изменял режима работы двигателей, не применял торможение. К тому же, самолёт был перегружен. |
| 29 октября 1994  | Ан-12           | Аэро-Ника                                      | Усть-Илимск                                    | 23             | 0                               | Ошибка экипажа                                                     | Самолёт-лаборатория использовался для коммерческих перевозок. Борт был перегружен. Из-за халатности экипажа разбился ночью при посадке. |
| 29 октября 1994  | Ан-2            | Якутавиа                                       | Батагай                                        | 7              | 12                              | Ошибка экипажа, ошибка при техническом обслуживании                | Разбился при взлёте из-за нарушения центровки и перегруза. |
| 20 января 1995   | Let L-410       | Абакан-Авиа                                    | Красноярск                                     | 3              | 16                              | Отказ техники, ошибки экипажа, ошибки при техническом обслуживании | Разбился при взлёте после отказа двигателя. |
| 16 марта 1995    | Ан-26           | Авиалинии центральных районов                  | Камчатка                                       | 9              | 0                               | Ошибки экипажа, сложные погодные условия                           | Врезался в гору при заходе на посадку в снежную бурю. |
| 16 июня 1995     | Ан-2            | Николаевский авиационный отряд                 | Хабаровский край                               | 13             | 1                               | Ошибки экипажа, сложные погодные условия                           | Столкнулся с деревьями в сложных метеоусловиях при полёте на малой высоте. |
| 24 сентября 1995 | Ми-8            | Диксонское авиапредприятие                     | Таймыр                                         | 15             | 0                               | Ошибки экипажа, сложные погодные условия                           | Упал в море при посадке в плохую погоду. |
| 25 октября 1995  | Ан-32           | Уфимское моторостроительное ПО                 | Уфа                                            | 8              | 5                               | Ошибки экипажа, сложные погодные условия                           | В сложных метеоусловиях экипаж промахнулся мимо ВПП. |
| 7 декабря 1995   | Ту-154Б         | Хабаровские авиалинии                          | Хабаровский край                               | 98             | 0                               | Ошибки экипажа, ошибки при техобслуживании                         | Врезался в гору Бо-Джауса. |
| 8 января 1996    | Ан-32           | Moscow Airways                                 | Киншаса                                        | 1+297 на земле | 5+253 на земле                  | Перегруз самолёта, ошибки экипажа                                  | При взлёте врезался в рынок. |
| 18 марта 1996    | Ми-8            | Тюменьавиатранс                                | Тазовская губа                                 | 12             | 0                               | Ошибка экипажа, погодные условия                                   | Упал в море при посадке в плохую погоду. |
| 5 апреля 1996    | Ил-76           | Красноярские авиалинии                         | Камчатка                                       | 20             | 0                               | Ошибка экипажа, ошибка служб УВД                                   | Перегруженный самолёт разбился при заходе на посадку. |
| 19 августа 1996  | Ил-76М          | SPair                                          | Белград                                        | 12             | 0                               | Техническая неисправность, ошибки экипажа                          | Через 3 минуты после вылета из Белграда на борту произошло полное обесточивание электрооборудования. Пилоты в течение 2,5 часов пытались совершить аварийную посадку и в итоге во время 7-го захода самолёт рухнул на землю в 800 метрах от взлётной полосы. |
| 29 августа 1996  | Ту-154          | Внуковские авиалинии                           | Шпицберген                                     | 141            | 0                               | Ошибки экипажа                                                     | Разбился при заходе на посадку. |
| 26 октября 1996  | Як-40           | Тюменьавиатранс                                | Ханты-Мансийск                                 | 5              | 32                              | Ошибка экипажа, ошибка служб УВД, сложные погодные условия         | При сильном снегопаде экипаж перепутал огни ВПП с вертолётной площадкой, совершил на неё посадку и столкнулся с тремя Ми-8. |
| 14 ноября 1996   | Ан-2            | Комиавиа                                       | Большая Пысса, Коми                            | 14             | 1                               | Ошибка экипажа, ошибка служб УВД, сложные погодные условия         | Разбился при взлёте. |
| 18 марта 1997    | Ан-24           | Ставропольская акционерная авиакомпания        | Черкесск                                       | 50             | 0                               | Разрушение в воздухе                                               | Основная статья: Катастрофа Ан-24 в Черкесске |
| 20 сентября 1997 | Ми-8            | Чёрное море                                    | Сочиспецавиа                                   | 5              | 7                               | Ошибка экипажа                                                     | В одном из заходов, в сторону терпящего бедствие баркаса, вертолёт в тёмное время суток столкнулся с водной поверхностью и затонул. |
| 6 декабря 1997   | Ан-124-100      | ВВС России                                     | Иркутск                                        | 23+49 на земле | 0                               | Отказ двигателей                                                   | Упал на жилые дома вскоре после взлёта. |
| 11 декабря 1997  | Ми-8            | Нарьян-Марский ОАО                             | Нарьян-Мар                                     | 8              | 3                               | Сложные погодные условия, ошибки авиадиспетчеров и экипажа Ан-12   | Основная статья: Столкновение Ми-8 и Ан-12 в аэропорту Нарьян-Мара |
| 11 декабря 1997  | Ан-12           | ВВС России                                     | Нарьян-Мар                                     | 0              | 9                               | Сложные погодные условия, ошибки авиадиспетчеров и экипажа Ан-12   | Основная статья: Столкновение Ми-8 и Ан-12 в аэропорту Нарьян-Мара |
| 11 ноября 1998   | Ан-12           | Вилюй                                          | Красноярский край                              | 13             | 0                               | Обледенение                                                        | Разбился при взлёте из-за обледенения. |
| 16 марта 1999    | Ми-8            | Кречет                                         | Камчатская область                             | 21             | 5                               | Ошибки экипажа, погодные условия                                   | Разбился при посадке в сложных метеоусловиях. |
| 5 декабря 1999   | Ил-114          | ТАПОиЧ                                         | аэропорт Домодедово                            | 5              | 2                               | Ошибки экипажа, погодные условия                                   | Основная статья: Катастрофа Ил-114 в Домодедове |

### 2000-е
| Дата             | Воздушное судно     | Принадлежность                   | Место катастрофы                     | Погибли | Выжили | Причина                                                                    | Описание |
| ---------------- | ------------------- | -------------------------------- | ------------------------------------ | ------- | ------ | -------------------------------------------------------------------------- | --- |
| 31 января 2001   | Ми-8                | Чукотавиа                        | Чукотка                              | 11      | 0      | Техническая неисправность, ошибки экипажа                                  | Разбился при заходе на посадку из-за разрушения хвостовой балки от соударения с ней лопастями несущего винта. |
| 9 марта 2000     | Як-40               | Вологодское авиапредприятие      | аэропорт Шереметьево                 | 9       | 0      | Атмосферное обледенение, ошибки экипажа                                    | Среди жертв — журналист Артём Боровик и бизнесмен Зия Бажаев. |
| 4 июля 2001      | Ту-154              | Владивосток Авиа                 | Иркутск                              | 145     | 0      | Ошибки экипажа                                                             | Разбился при заходе на посадку. |
| 14 июля 2001     | Ил-76               | Русь                             | Чкаловский                           | 10      | 0      | Перегруз самолёта, ошибки экипажа                                          | Разбился вскоре после взлёта из-за перегруза. |
| 30 августа 2001  | Ми-8                | Тюменьавиатранс                  | Тюменская область                    | 5       | 0      | Несчастный случай                                                          | Разрушился в воздухе после попадания троса внешней подвески в зону вращения рулевого и несущего винтов. |
| 4 октября 2001   | Ту-154              | Сибирь                           | Чёрное море                          | 78      | 0      | Поражение ракетой                                                          | Сбит украинской зенитной ракетой. |
| 9 ноября 2001    | Ми-8                | Дельта-К                         | Якутия                               | 11      | 0      | Ошибка экипажа                                                             | Врезался в гору из-за ошибки экипажа. |
| 19 ноября 2001   | Ил-18               | ИРС Аэро                         | Калязин                              | 27      | 0      | Техническая неисправность (предположительно)                               | Внезапно перешёл в пикирование и рухнул на землю. |
| 28 апреля 2002   | Ми-8                | Енисейский меридиан              | Красноярский край                    | 8       | 12     | Ошибка экипажа                                                             | Вертолёт задел линии электропередач и разбился. В катастрофе погиб губернатор Красноярского края Александр Иванович Лебедь. |
| 2 июля 2002      | Ту-154              | Башкирские авиалинии             | Боденское озеро                      | 69      | 0      | Ошибка диспетчера                                                          | Основная статья: Столкновение над Боденским озером 1 июля 2002 |
| 2 июля 2002      | Boeing 757-200      | DHL                              | Боденское озеро                      | 2       | 0      | Ошибка диспетчера                                                          | Основная статья: Столкновение над Боденским озером 1 июля 2002 |
| 10 июля 2002     | Ми-6                | Норильское авиапредприятие       | Мыс Эклипс                           | 21      | 0      | Отказ техники                                                              | Пожар двигателя из-за разрушения подшипника вторичного вала, вертолёт потерял управление и упал. |
| 28 июля 2002     | Ил-86               | Пулково                          | возле аэропорта Шереметьево          | 14      | 2      | Техническая неисправность                                                  | Разбился через 2 минуты после взлёта |
| 29 августа 2002  | Ан-28               | Восток                           | у Аяна, Хабаровский край             | 16      | 0      | Ошибки экипажа, погодные условия                                           | Заходил на посадку, несмотря на критические метеоусловия. |
| 14 сентября 2002 | Ан-2                | РОСТО                            | Манский район                        | 13      | 0      | Отказ двигателя, плохое техобслуживание                                    | Срок лётной годности был просрочен. Самолёт был заправлен обычным автомобильным бензином. В полёте отказал двигатель. Разбился из-за ветра во время вынужденной посадки на шоссе. |
| 1 марта 2003     | Let-410             | частное лицо                     | Борки, Тверская область              | 11      | 14     | Ошибки экипажа, разрушение в воздухе                                       | Перевозил парашютистов. При смещении центровки за границы эксплуатационных ограничений при уменьшении скорости без выпуска механизации, более вероятно, произошёл выход на закритические углы атаки самолёта со сваливанием на левое полукрыло. При этом самолёт начала разрушаться в воздухе.                                                                                   |
| 3 мая 2003       | Ми-26               | МЧС России                       | Читинская область                    | 12      | 0      | Несчастный случай                                                          | Разбился во время тушения лесного пожара после наматывания троса на винт, в результате чего вертолёт потерял управление. |
| 20 августа 2003  | Ми-8                | ГУП «Халактырские авиаперевозки» | Камчатская область                   | 20      | 0      | Ошибки экипажа                                                             | Среди погибших — губернатор Сахалинской области Игорь Фархутдинов. |
| 5 августа 2004   | Ми-8                | Ямал                             | Пуровский район                      | 16      | 0      | Отказ техники, ошибка при техническом обслуживании                         | [ 43 ] |
| 24 августа 2004  | Ту-134А-3           | Волга-Авиаэкспресс               | Тульская область                     | 43      | 0      | Теракт                                                                     | Взрыв террористок-смертниц на борту. |
| 24 августа 2004  | Ту-154Б-2           | Сибирь                           | Ростовская область                   | 46      | 0      | Теракт                                                                     | Взрыв террористок-смертниц на борту. |
| 13 января 2005   | Ан-2                | Туринское авиапредприятие        | Эвенкийский АО                       | 9       | 0      | Ошибки экипажа, техническая неисправность                                  | Разбился ночью при заходе на посадку ниже безопасной высоты. Условия полёта были осложнены обнаруженным экипажем отказом левого авиагоризонта и гирополукомпаса. |
| 16 марта 2005    | Ан-24               | Кузбассавиафрахт                 | Варандей                             | 28      | 24     | Ошибки экипажа                                                             | Разбился при заходе на посадку в условиях «белой мглы» и отсутствия видимости ориентиров |
| 19 ноября 2005   | Cessna 208B         | Иволга-Авиа                      | Ступино                              | 8       | 0      | Ошибка экипажа, плохие погодные условия, ошибка в конструкции, обледенение | При заходе на посадку, вошёл в сваливание и в штопор, и затем упал в лес. |
| 3 мая 2006       | Airbus A320         | Армавиа                          | Сочи                                 | 113     | 0      | Ошибки экипажа                                                             | Упал в воду при заходе на посадку. |
| 27 марта 2006    | Ми-8                | Полярные авиалинии               | Русское Устье, Якутия                | 5       | 7      | Ошибки экипажа                                                             | Разбился при заходе на посадку. КВС и бортмеханик находились в нетрезвом состоянии. |
| 9 июля 2006      | Airbus A310         | Сибирь                           | Иркутск                              | 125     | 78     | Ошибки экипажа                                                             | Выкатился за пределы ВПП, столкнулся с гаражами и загорелся. |
| 22 августа 2006  | Ту-154              | Пулково                          | Донецкая область                     | 170     | 0      | Ошибки экипажа                                                             | Пытаясь проскочить над грозой, потерял управление и свалился в плоский штопор |
| 17 марта 2007    | Ту-134              | Волга-Авиаэкспресс               | Самара                               | 6       | 51     | Ошибки экипажа, сложные погодные условия                                   | Совершил жёсткую посадку. |
| 21 марта 2007    | Ми-8                | Газпромавиа                      | Вуктыльский район                    | 6       | 0      | Ошибки экипажа, сложные погодные условия                                   | Врезался в гору в сложных метеоусловиях. |
| 28 июля 2007     | Robinson R44        | АСПЭК-Дружба                     | Ижевск                               | 5       | 0      | Ошибки пилота                                                              | Столкнулся с натянутым тросом над водохранилищем и упал в воду. |
| 29 июля 2007     | Ан-12               | Атран                            | Домодедово                           | 7       | 0      | Столкновение с птицами                                                     | Сразу после взлёта в оба двигателя попали птицы. Воздушные винты автоматически зафлюгировались и через минуту самолёт разбился. |
| 4 октября 2007   | Ми-2                | РОСТО                            | Камчатский край                      | 5       | 0      | Ошибки экипажа                                                             | Нетрезвый пилот произвёл самовольный взлёт с пассажирами на борту ночью в сложных метеоусловиях и разбился при выполнении небезопасных манёвров. |
| 26 мая 2008      | Ан-12               | Московия                         | Челябинская область                  | 9       | 0      | Пожар на борту                                                             | На борту произошёл пожар из-за короткого замыкания. При заходе на посадку врезался в линии электропередач. |
| 27 июня 2008     | Ан-2                | Авиалесоохрана                   | Пущино                               | 5       | 0      | Отказ техники                                                              | Отказ двигателя из-за некачественного топлива. При попытке совершить вынужденную посадку задел ЛЭП и разбился. |
| 2 июля 2008      | Ми-8                | Ямало-Ненецкий АО                | ЮТэйр                                | 9       | 7      | Отказ техники                                                              | Основная статья: Катастрофа Ми-8 в Ямало-Ненецком автономном округе 2 июля 2008 года |
| 14 сентября 2008 | Boeing 737-500      | Аэрофлот-Норд                    | Пермь                                | 88      | 0      | Ошибки экипажа                                                             | Основная статья: Авиакатастрофа в Перми 14 сентября 2008 |
| 9 января 2009    | Ми-171              | Газпромавиа                      | Кош-Агачский район, Республика Алтай | 7       | 4      | Ошибки экипажа, нарушение правил безопасности полётов                      | Основная статья: Катастрофа Ми-171 на Алтае 9 января 2009 |
| 22 июля 2009     | Ми-8                | Газпромавиа                      | Волгоградская область                | 6       | 2      | Отказ техники                                                              | При посадке произошло отделение рулевого винта, вертолёт вошёл в неуправляемое вращение и разбился. |
| 13 декабря 2009  | СМ-92Т Турбо Финист | Челавиа                          | Челябинская область                  | 8       | 0      | Перегруз, ошибки экипажа                                                   | Свалился в штопор при взлёте. |
| 19 декабря 2009  | Ми-171              | Газпромавиа                      | Воркута                              | 1       | 24     | Ошибки экипажа                                                             | По заключению Межгосударственного авиационного комитета, непосредственной причиной авиапроисшествия явилась потеря экипажем пространственной ориентировки после снижения ниже высоты принятия решения вследствие отвлечения внимания от контроля за режимом полёта на визуальный поиск огней подхода и ВПП в условиях отсутствия видимости наземных и световых ориентиров[9][10] |

### 2010-е
| Дата             | Воздушное судно       | Принадлежность                                   | Место катастрофы                                          | Погибли | Выжили       | Причина                                          | Описание |
| ---------------- | --------------------- | ------------------------------------------------ | --------------------------------------------------------- | ------- | ------------ | ------------------------------------------------ | --- |
| 10 апреля 2010   | Ту-154                | 36-й СТАП                                        | Смоленск                                                  | 96      | 0            | Ошибки экипажа, сложные метеоусловия             | Разбился при заходе на посадку в тумане. Среди жертв — президент Польши Лех Качиньский и его супруга Мария Качиньская, а также известные польские политики, почти всё высшее военное командование и общественные и религиозные деятели |
| 10 апреля 2010   | Ми-8                  | Камчатские авиалинии                             | Камчатский край                                           | 10      | 8            | Погодные условия                                 | На стоянке был накрыт лавиной. |
| 3 августа 2010   | Ан-24                 | КАТЭКАВИА                                        | Игарка                                                    | 12      | 3            | Ошибка экипажа, погодные условия                 | Разбился при заходе на посадку в сумерках. |
| 25 ноября 2010   | Ми-8                  | АК ОАО «НАРЗ»                                    | Крапивинское месторождение, Тарский район, Омская область | 8       | 3            | Ошибки экипажа                                   | Разбился при посадке. |
| 4 декабря 2010   | Ту-154                | Авиалинии Дагестана                              | Домодедово                                                | 2       | 169          | Отказ двигателей № 1 и 3, ошибки экипажа         | Вскоре после взлёта отказали два двигателя, электрооборудование и навигационное оборудование, в связи с чем экипаж принял решение совершить вынужденную посадку в ближайшем аэропорту Домодедово. После посадки самолёт выкатился за пределы ВПП и разрушился. 83 человека пострадали, двое погибли (брат президента Дагестана и мать судьи конституционного суда РФ). |
| 19 декабря 2010  | Ми-8                  | Ямал                                             | нефтегазовое месторождение Бованенково                    | 1       | 17           | Ошибка экипажа, погодные условия                 | Разбился при заходе на посадку в тумане. |
| 1 января 2011    | Ту-154Б2              | Когалымавиа                                      | Сургут                                                    | 3       | 121          | Пожар, техническая неисправность                 | Перед началом движения самолёта по магистральной рулёжной дорожке к ВПП загорелся один из двигателей. Произошёл взрыв топливных баков с разливом горючего на площади 1000 м², самолёт сгорел полностью. |
| 5 марта 2011     | Ан-148                | ВАСО                                             | Гарбузово, Алексеевский район, Белгородская область       | 6       | 0            | Ошибки экипажа                                   | Упал с эшелона. |
| 20 июня 2011     | Ту-134А               | РусЭйр                                           | Петрозаводск                                              | 47      | 5            | Ошибки экипажа                                   | Самолёт в сложных метеоусловиях столкнулся с землёй в 700 метрах до торца ВПП, в 200 м правее оси ВПП. |
| 5 июля 2011      | Ми-8                  | ЮТэйр                                            | Иркутск                                                   | 2       | 14           | Человеческий фактор                              | При высадке пассажиров и выгрузке груза на режиме висения на заболоченном участке вертолёт опрокинулся на правый борт |
| 11 июля 2011     | Ан-24                 | Ангара                                           | Томская область                                           | 7       | 30           | Пожар в двигателе                                | Совершил приводнение на реку Обь после пожара в левом двигателе. |
| 9 августа 2011   | Ан-12А                | Авис-Амур                                        | Омсукчан, Магаданская область                             | 11      | 0            | Пожар на борту                                   | После утечка авиатоплива и в двигателе начался пожар, который затем перекинулся на крыло. Упал с эшелона. |
| 7 сентября 2011  | Як-42                 | Як Сервис                                        | Туношна, Ярославль                                        | 44      | 1            | Ошибки экипажа                                   | Разбился при взлёте. На борту находилась хоккейная команда Локомотив Ярославль. |
| 2 апреля 2012    | ATR 72                | UTair                                            | Тюмень                                                    | 33      | 10           | Обледенение, ошибки экипажа                      | Разбился при взлёте. |
| 9 мая 2012       | Sukhoi Superjet 100   | Гражданские самолёты Сухого                      | гора Салак                                                | 45      | 0            | Ошибки экипажа и авиадиспетчера                  | Разбился во время демонстрационного полёта. |
| 11 июня 2011     | Ан-2                  | Авиа-Зов                                         | Серов                                                     | 13      | 0            | Ошибки экипажа                                   | Пропал. Найден почти год спустя. Пилот находился в нетрезвом состоянии, а целью полёта было катание пассажиров за деньги. Разбился при полёте на малой высоте. |
| 12 сентября 2012 | Ан-28                 | Петропавловск-Камчатское авиационное предприятие | Палана                                                    | 10      | 4            | Ошибки экипажа                                   | Врезался в гору при заходе на посадку. |
| 17 октября 2012  | Ми-8Т                 | КрасАвиа                                         | Красноярский край                                         | 1       | 11           | Ошибка экипажа, погодные условия                 | Разбился при посадке в снежном вихре. |
| 29 декабря 2012  | Ту-204                | Red Wings Airlines                               | Внуково                                                   | 5       | 3+1 на земле | Ошибки экипажа                                   | Выкатился за пределы ВПП на Киевское шоссе. |
| 9 марта 2012     | Ми-8АМТ               | ЮТэйр (зафрахтован ООН)                          | Букаву                                                    | 4       | 0            | Ошибка экипажа, погодные условия                 | Врезался в гору в сложных метеоусловиях. |
| 6 мая 2012       | Ми-8Т                 | Ангара                                           | Преображенка, Иркутская область                           | 9       | 0            | Взрыв, нарушение техники безопасности            | Разбился при выполнении взрывных работ по ликвидации ледяных заторов. Из-за нарушения техники безопасности, взрыв произошёл на борту. |
| 6 июня 2013      | Ми-8Т                 | ДОСААФ                                           | Хабаровский край                                          | 5       | 0            | Отказ техники                                    | Разбился из-за отказа двигателя вследствие полной выработки топлива из расходного бака, происшедшей из-за не включения экипажем перекачивающих топливных насосов |
| 2 июля 2013      | Ми-8                  | Полярные авиалинии                               | Якутия                                                    | 24      | 4            | Несоблюдение правил визуальных полётов           | Основная статья: Катастрофа Ми-8 под Депутатским (2013) |
| 17 ноября 2013   | Boeing 737            | Татарстан                                        | Казань                                                    | 50      | 0            | Ошибки экипажа                                   | Основная статья: Авиакатастрофа Boeing 737 в Казани 17 ноября 2013 |
| 26 декабря 2013  | Ан-12                 | Иркут                                            | Иркутск                                                   | 9       | 0            | Ошибки экипажа и авиадиспетчера                  | Основная статья: Катастрофа Ан-12 под Иркутском 26 декабря 2013 года |
| 31 мая 2014      | Ми-8АМТ               | СПАРК авиа                                       | Мурманская область                                        | 16      | 2            | Ошибки экипажа                                   | Упал в озеро |
| 26 августа 2014  | Ми-8                  | ЮТэйр (зафрахтован ООН)                          | Бентиу                                                    | 3       | 1            | Поражение ракетой                                | Сбит. |
| 10 октября 2014  | Ми-8                  | Тува-авиа                                        | Кызыльский район                                          | 14      | 0            | Ошибки экипажа, сложные метеоусловия             | Врезался в гору из-за потери пространственной ориентации экипажем. |
| 20 октября 2014  | Dassault Falcon 50 EX | Unijet                                           | Внуково                                                   | 4       | 0+1 на земле | Ошибки экипажа и служб УВД                       | При взлёте столкнулся со снегоуборочной техникой. Погиб Кристоф де Маржери. |
| 20 ноября 2014   | AS-350B3              | Эверест                                          | Нижегородская область                                     | 5       | 0            | Ошибки экипажа, сложные метеоусловия             | Разбился в тумане |
| 7 декабря 2014   | Ми-8                  | 2-й Архангельский объединённый авиаотряд         | Месторождение имени Требса, Ненецкий автономный округ     | 2       | 5            | Отказ техники                                    | Основная статья: Катастрофа Ми-8 на месторождении имени Требса |
| 3 июля 2015      | Ми-8                  | ЮТэйр                                            | ХМАО                                                      | 5       | 0            | Неизвестно                                       | Медицинский борт пропал ночью в районе реки Обь. 5 июля были обнаружены обломки. Расследование продолжается. |
| 8 августа 2015   | Robinson R44          | частное лицо                                     | Истринское водохранилище, Московская область              | 4       | 0            | ошибки экипажа                                   | Столкнулись в воздухе. |
| 8 августа 2015   | Cessna U206F          | частное лицо                                     | Истринское водохранилище, Московская область              | 5       | 0            | ошибки экипажа                                   | Столкнулись в воздухе. |
| 15 августа 2015  | Ми-8                  | ЮТэйр                                            | бухта Онгачан, Хабаровский край                           | 5       | 11           | Ошибки экипажа, сложные метеоусловия             | Упал в воду. |
| 31 октября 2015  | Airbus A321           | Metrojet                                         | Синайский полуостров                                      | 224     | 0            | Теракт                                           | Основная статья: Катастрофа A321 над Синайским полуостровом |
| 26 ноября 2015   | Ми-8Т                 | Турухан                                          | Игарка                                                    | 12      | 13           | Расследуется                                     | [ 79 ] [ 80 ] |
| 19 марта 2016    | Boeing 737—800        | Flydubai                                         | Ростов-на-Дону                                            | 62      | 0            | Ошибки экипажа                                   | Основная статья: Катастрофа Boeing 737 в Ростове-на-Дону |
| 21 октября 2016  | Ми-8                  | СКОЛ                                             | Пуровский район                                           | 19      | 3            | Ошибки экипажа                                   | Разбился из-за потери экипажем пространственной ориентировки при попытке выполнения вынужденной посадки в ночных условиях при сплошной облачности и отсутствии световых ориентиров в месте посадки |
| 25 декабря 2016  | Ту-154                | ВВС России                                       | Сочи                                                      | 92      | 0            | Ошибки экипажа                                   | Разбился при взлёте. Среди погибших были артисты военного Ансамбля Александрова и Елизавета Глинка |
| 12 февраля 2017  | Robinson R66          | АлтайАвиа                                        | Телецкое озеро                                            | 5       | 0            | Ошибка экипажа в сложных метеоусловиях           | Основная статья: Катастрофа Robinson R66 над Телецким озером |
| 15 ноября 2017   | Let L-410             | Хабаровские авиалинии                            | Нелькан                                                   | 6       | 1            | Самопроизвольное включение реверса двигателя № 2 | Основная статья: Катастрофа L-410 под Нельканом |
| 11 февраля 2018  | Ан-148                | Саратовские авиалинии                            | Раменский район,Московская область                        | 71      | 0            | Ошибки экипажа, обледенение                      | Основная статья: Катастрофа Ан-148 в Подмосковье |
| 11 апреля 2018   | Ми-8                  | Восток                                           | Хабаровск                                                 | 6       | 0            | Ошибка пилота, сложные метеоусловия              | В плохую погоду столкнулся с вышкой ШВРС. |
| 4 августа 2018   | Ми-8                  | ЮТэйр                                            | Туруханский район                                         | 18      | 0            | Ошибки экипажа                                   | Столкнулся с грузом на внешней подвеске другого вертолёта. |
| 5 мая 2019       | Sukhoi Superjet 100   | Аэрофлот                                         | Шереметьево                                               | 41      | 37           | Ошибки экипажа, пожар                            | Сгорел после аварийной посадки. |
| 27 июня 2019     | Ан-24                 | Ангара                                           | Нижнеангарск                                              | 2       | 45           | Отказ двигателя                                  | Выкатился за пределы ВПП и врезался в очистные сооружения. |

### 2020-е
| Дата             | Воздушное судно     | Принадлежность                     | Место катастрофы                | Погибли | Выжили | Причина                             | Описание                                                                                  |
| ---------------- | ------------------- | ---------------------------------- | ------------------------------- | ------- | ------ | ----------------------------------- | ----------------------------------------------------------------------------------------- |
| 19 июля 2020     | Ан-2                | Феникс                             | Окинский район                  | 6       | 0      | Ошибки экипажа                      | Врезался в гору в условиях ограниченной видимости.                                        |
| 19 июня 2021     | L-410               | ДОСААФ                             | Журавлёво (Кемеровская область) | 5       | 14     | Отказ техники                       | Основная статья: Катастрофа L-410 в Кемеровской области                                   |
| 6 июля 2021      | Ан-26               | Камчатское авиационное предприятие | Палана                          | 28      | 0      | Ошибка пилота                       | Врезался в гору.                                                                          |
| 12 августа 2021  | Ми-8                | Витязь-Аэро                        | Камчатка                        | 8       | 8      | Ошибка пилота, сложные метеоусловия | Упал в воду в сложных метеоусловиях.                                                      |
| 12 сентября 2021 | L-410               | ООО «Аэросервис»                   | Казачинское                     | 4       | 12     | Расследование продолжается          | Основная статья: Катастрофа L-410 в Иркутской области                                     |
| 22 сентября 2021 | Ан-26               | ЗАО «Лётные проверки и системы»    | Хабаровский край                | 6       | 0      | Расследование продолжается          | Основная статья: Катастрофа Ан-26 под Хабаровском (2021)                                  |
| 10 октября 2021  | L-410               | ДОСААФ                             | Мензелинск                      | 17      | 5      | Расследование продолжается          | Основная статья: Катастрофа L-410 под Мензелинском                                        |
| 3 ноября 2021    | Ан-12               | Гродно                             | Пивовариха, Иркутская область   | 9       | 0      | Расследование продолжается          | Основная статья: Катастрофа Ан-12 под Иркутском (2021)                                    |
| 27 июля 2023     | Ми-8                | Алтай авиа                         | Тюнгур, Республика Алтай        | 6       | 12     | Расследование продолжается          | Вертолёт с туристами на борту при посадке задел провода, перевернулся и загорелся.        |
| 23 августа 2023  | Embraer Legacy 600  | МНТ-Аэро                           | Куженкино, Тверская область     | 10      | 0      | Расследование продолжается          | Упал с эшелона. На борту были руководители ЧВК «Вагнер» Евгений Пригожин и Дмитрий Уткин. |
| 12 июля 2024     | Sukhoi Superjet 100 | Газпром авиа                       | Коломна, Московская область     | 3       | 0      | Расследование продолжается          | Разбился вскоре после взлёта.                                                             |
| 31 августа 2024  | Ми-8                | АК «Витязь-Аэро»                   | Камчатский край                 | 22      | 0      | Ошибка экипажа                      | Врезался в гору.                                                                          |
| 24 июля 2025     | Ан-24               | АК «Ангара»                        | Амурская область                | 48      | 0      | Расследование продолжается          | Потерпел крушение при заходе на второй круг.                                              |